# Западноаустралијска струја
Западноаустралијска струја је хладна струја, која настаје од вода струје западних ветрова, које под утицајем ветрова прелази од запада ка истоку Индијски океан. У близини обала Аустралије она се рачва у два крака — први иде даље ка Пацифику, а други скреће ка северу као Западноаустралијска. Њене воде су расхлађене и под утицајем пасата, скрећу ка западу и хране Јужноекваторијалну струју.